# ابن عباد النفزي
ابن عباد النفزي الرندي، أحد علماء السنة، ومن أعلام التصوف في القرن الثامن الهجري، من أهل رندة في الأندلس، (733 هـ - 792 هـ / 1333م - 1390م)، يعتبره كثير من الدارسين الناشر الفعلي والمنظّر الأساسي للمدرسة الصوفية الشاذلية بالمغرب الأقصى.

## اسمه ونشأته
هو أبو عبد الله محمد بن إبراهيم بن عبد الله بن مالك بن إبراهيم بن محمد بن مالك بن إبراهيم بن يحيى بن عبّاد النفزي الحميري، المعروف بـ «ابن عباد». تنقل بين فاس وتلمسان ومراكش وسلا وطنجة، واستقر خطيبًا للقرويين بفاس، وتوفي بها.
من تلامذته القاضي والمفسر ابن السكاك المكناسي.

## مؤلفاته
- الرسائل الكبرى، في التوحيد والتصوف ومتشابه الآيات.
- (التنبيه) شرح الحِكم العطائية، وهو أول شروح الحِكَم، صدر عن دار التقوى مُحققاً، وقد بيَّن المُحقق أن هذا اسم الكتاب كما ارتضاه مؤلفه.
- غيث المواهب العلية بشرح الحكم العطائية، ويُعرف بـ «شرح النفزي على متن السكندري».
- كفاية المحتاج.
- الرسائل الصغرى.
- فتح الطرفة.
- شرح أسماء الله الحسنى.
- بغية المريد، نظم به الحكم العطائية.

## روابط خارجية
- ابن عباد النفزي على موقع الموسوعة البريطانية (الإنجليزية)